# 17 Meter
17 Meter – Wie weit kannst du gehn? ist eine deutsche Action-Spielshow, die in den Jahren 2011 und 2012 auf dem Privatsender ProSieben ausgestrahlt wurde. Moderatoren waren Joachim Winterscheidt und Klaas Heufer-Umlauf. Das Original „The Whole 19 Yards“ kommt aus England und wird dort seit April 2010 ausgestrahlt. Unter dem Namen Powerplay – Ganze 17 Meter wurde das Format ab dem Jahr 2010 einige Zeit lang in Österreich auf ORF eins ausgestrahlt.

## Spielregeln

### 2011
Joko und Klaas beginnen mit je einer Gruppe aus 5 Kandidaten. In mehreren Spielrunden müssen die Kandidaten einer Gruppe jeweils einen 17 Meter langen Parcours überwinden und einen gesuchten Begriff erraten. Bevor sich die Kandidaten auf den Parcours begeben, bekommen sie nacheinander acht Hinweise zu dem gesuchten Begriff auf ihren Bildschirm. Sobald ein Spieler meint, die Lösung zu wissen, begibt er sich auf die „17 Meter“. Wer als Erster die Strecke mit den wechselnden Herausforderungen meistert und den Buzzer drückt, darf lösen und steht bei richtiger Antwort in der nächsten Runde. Jeder Parcours wird nach einer richtigen Antwort so lange wiederholt, bis nur noch ein Kandidat ihn nicht geschafft hat, welcher dann ausscheidet. Die beiden Gruppensieger treten schließlich im Finale um einen Gewinn von 25.000 Euro gegeneinander an.

### 2012
Joko und Klaas beginnen mit je einem Team aus 4 Kandidaten. In jeder der 14 Runden wählen die beiden je einen Kandidaten aus, die dann gegeneinander auf dem Parcours antreten. Die Parcours funktionieren wie 2011, werden jedoch stets nur einmal gespielt, allerdings folgen immer zwei ähnliche Parcours hintereinander („zart“ und „hart“). Für den Sieg in einer Runde gewinnt das Siegerteam eine steigende Menge Geld. Das Team, das als erstes uneinholbar viel Geld gewonnen hat, zieht ins Finale ein. Dort muss ein Parcours in 3 Minuten nacheinander von möglichst allen Teammitgliedern bezwungen werden. Je nachdem, wie viele Teammitglieder den Parcours am Ende bezwungen haben, gibt es 10.000, 20.000, 40.000 oder 100.000 Euro zusätzlich für das Team. Vor jedem Durchgang wird das Team gefragt, ob es das nächste Mitglied losschicken will, denn wenn die Zeit abläuft, während ein Teammitglied unterwegs ist, gewinnt das Team nur das Geld aus den bis zu 14 Vorrunden.

## Kritik
Stefan Tewes von Quotenmeter.de lobt die oft „ganz schön raffiniert verpackten“ Hinweise zu den Begriffen, die „zum Mitraten einladen“. Positiv erwähnt er außerdem die Optik in „Rot, Schwarz und Weiß“, die sich „vom Billiglook manch anderer Sommerunterhaltung abhebt“. Gelobt werden außerdem die beiden Moderatoren Joachim Winterscheidt und Klaas Heufer-Umlauf für ihre „offene bis freche Art“. Tewes stört dagegen, dass das ursprünglich einstündige Format in Deutschland zwei Stunden dauert. Die „Wettkampfmentalität“ sei außerdem nur „vorgegaukelt“, so Tewes, den es stört, dass die beiden Teams [in der ersten Staffel] erst im Finale aufeinandertreffen.

## Ausstrahlung
| Nr.  | Datum           | Reichweite | Marktanteil (14–49-Jährige) |
| ---- | --------------- | ---------- | --------------------------- |
| 1.01 | 11. Juni 2011   | 2,07 Mio.  | 15,7 %                      |
| 1.02 | 25. Juni 2011   | 2,54 Mio.  | 15,8 %                      |
| 1.03 | 30. Juli 2011   | 1,91 Mio.  | 13,6 %                      |
| 1.04 | 13. August 2011 | 1,53 Mio.  | 12,2 %                      |
| 2.01 | 7. Juli 2012    | 1,38 Mio.  | 12,5 %                      |